# 加藤大岳
加藤 大岳（かとう だいがく、1907年（明治40年3月7日 ）- 1983年〈昭和58年〉10月25日）は、易学者。
熊崎健翁に師事。「昭和の易聖」と呼ばれる易学の大家で、その理論は「大岳易」と呼ばれる一つの流派を確立。門下からは、三須啓仙などの易者を多数輩出した。紀元書房の創設者の一人でもある。

## 略歴
雑誌『易学研究』によれば、福島県会津美里町（旧本郷町）の会津本郷焼・三下亭四代目加藤太郎（士族）の4男2女の末っ子・四朗に生まれた。福島県立工業学校窯業科卒、栃木県那須郡村立大山田陶器学校教師になったがスペイン風邪で退職した。その後、福島県南会津郡楢原村尋常小学校・戸赤分教場代用教員、東洋大学文学科に入学し、詩人・小説家佐藤春夫の門下生になり、詩の同人誌をつくった。在学中、小説家林芙美子、横光利一と交友があり、今東光とは生涯の親友になった。詩集『月に向って』、創作童話集『雀をどり』を出版し、佐藤春夫が序文を寄せた。
1930年（昭和5年）、従姉が易学者熊崎健翁の後妻になった縁で、総合運命鑑定「五聖閣」の講師加藤大岳を名乗った。1936年（昭和11年）、汎日本易学協会創立の中心人物になり、紀元書房の設立者の一人でもあった。同年、親しい映画界のスター及川道子の自叙伝『いばらの道』を編集した。1938年（昭和13年）、大岳の講義『易学大講座』は、門人たちが筆記、整理したもので、以後8巻発表している。1939年（昭和14年）、月刊誌『運命学』は『易学研究』に改題され、2年後に編集兼発行人になった。戦後は易学の著書を多数発表、師熊崎健翁と共に、昭和の占いブームをつくった一人である。『大岳易』を打ち立て、多くの門人を育て、非科学的といわれた易を合理的に研究して大きな成果をあげた。明治の易聖は高島嘉右衛門、大岳は「昭和の易聖」といわれた。

## エピソード
- 町尻量基#その他の節も参照。
- 1歳半まで職人で農家の乳母に育てられ、小学3年生から2年間は母の実家で育ち、叔母の娘の従姉妹とも親しく、何処でも可愛がられた。戸赤分教場で豪雪遭難になり、凍死寸前で村の救援隊に助けられた。
- 小学4年生時点で母の実家にて長嶺惣平に育てられていた。現在、生家跡は1916年(大正5年)の本郷大火で会津本郷焼の職人が焼死して五地蔵が建てられたお地蔵公園となっている。

## 著書
- 『奥秘伝書－易学通変』紀元書房　1935
- 『奥秘伝書－易学病占』紀元書房　1935
- 『奥秘伝書　四柱推命学』紀元書房　1935
- 『運命学宝典』編　紀元書房　1936
- 『奥秘伝書　五行易精蘊』紀元書房　1937
- 『占法秘解　易学実践』紀元書房　1937
- 『易学大講座（全8巻）』汎日本易学協会編　紀元書房、1938-41
- 『極奥秘伝　易法口訣』岳麓精舎　1940　のち紀元書房
- 『運命の見方』編　大盛社　1948
- 『易学発秘　師弟問答録』紀元書房　1952
- 『易の解明－易の理論』紀元書房　1952
- 『干支暦抄』紀元書房　1953
- 『極奥秘伝　株価騰落占法口訣』紀元書房、1954（口述による）
- 『奥秘解明－易学発秘』紀元書房、1955
- 『極奥秘伝　推命学秘解』紀元書房　1957
- 『奥秘伝書－眞勢易秘訣』紀元書房、1957
- 『易占法秘解』紀元書房、1964
- 『春秋左伝占話考』紀元書房　1967

### 共著・校訂
- 『熊崎式先天運推理学大奥秘』熊崎健翁口述 加藤編　五聖閣,1932
- 『易経』校訂　紀元書房　1943
- 熊崎健翁『易占の神秘』校訂　紀元書房　1952